# جيان جياكومو تريفولزيو

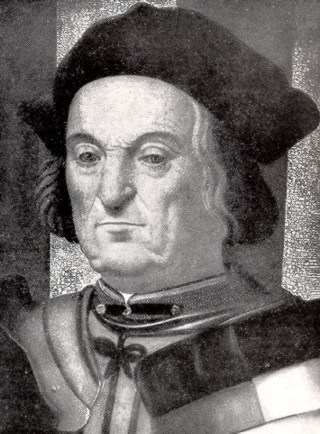
جيان جياكومو تريفولزيو.

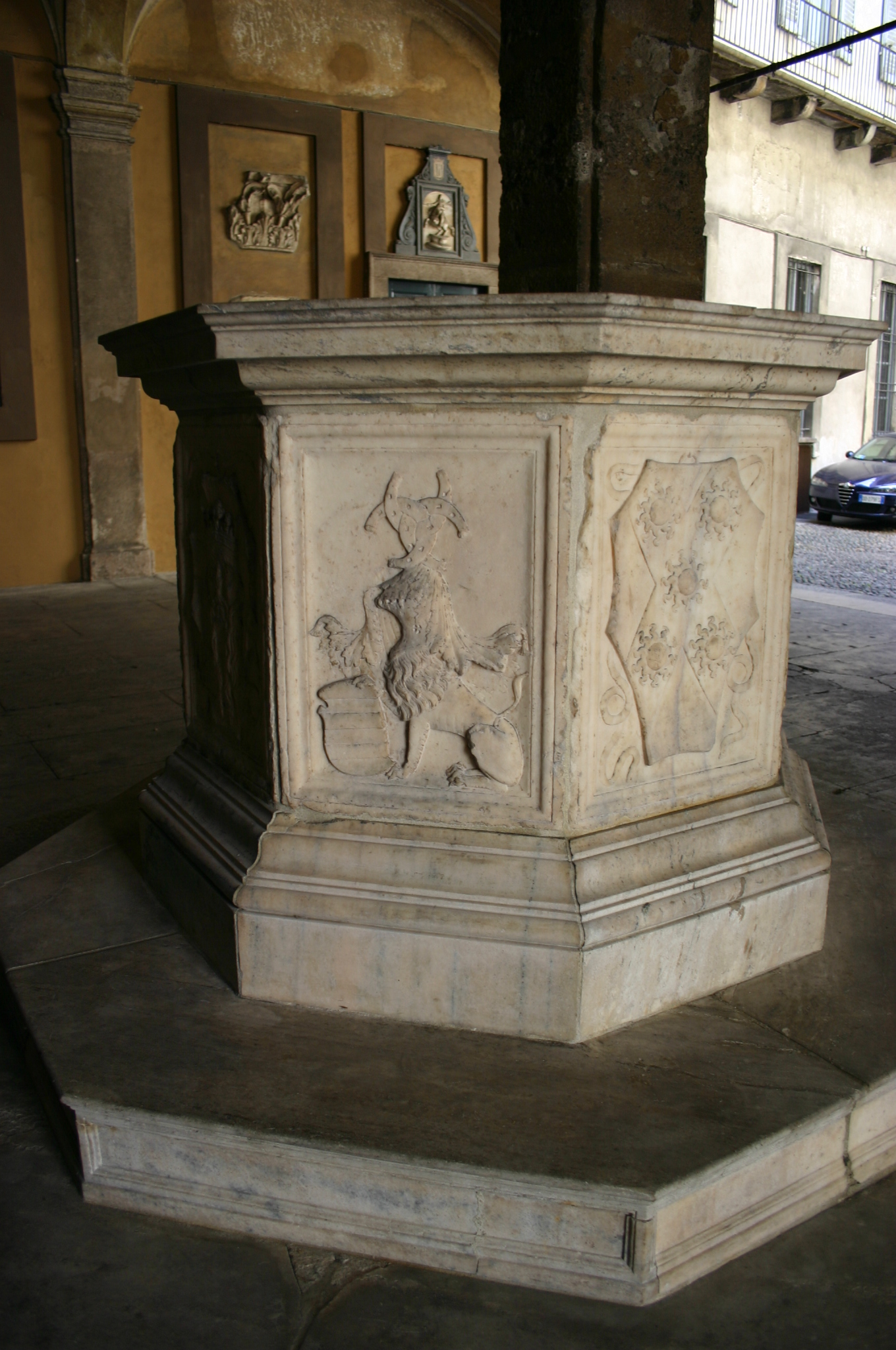
رأس بئر بأجهزة تريفولزيو وسفورزا (قصر تريفولزيو ، ميلان).

كان جيان جياكومو تريفولزيو (بالفرنسية: Jacques de Trivulce)‏ (1440 أو 1441 – 5 ديسمبر 1518) أرستقراطيًا إيطاليًا وكوندوتييرو تولى العديد من المراتب العسكرية خلال الحروب الإيطالية .

## السيرة الذاتية
ولد تريفولزيو في ميلانو، حيث درس، من بين آخرين، مع غاليانسو ماريا سفورزا . في عام 1465، انضم للجيش الأخير في فرنسا لمساعدة الملك لويس الحادي عشر ملك فرنسا . كما شارك في حملات ميلانو ضد بارتولوميو كوليوني وحارب إلى جانب فيديريكو الثالث دا مونتيفيلترو في الحروب في رومانيا .
في عام 1478 دعم فلورنسا ضد توسع البابا سيكستوس الرابع . بعد ذلك بعامين حصل على قلعة ميسوكو. في عام 1483 ، تخلى عن لودوفيكو سفورزا وحول ولائه إلى تشارلز الثامن ملك فرنسا . في عام 1484 ، هزم البندقية في مارتينينغو .وقد تزوج من بياتريس دي أفالوس عام 1488،، بعد وفاة زوجته الأولى (مارغريتا كوليوني). في يونيو من نفس العام ، انتقل إلى جنوب إيطاليا ، ودخل خدمة مملكة نابولي وحاكمها فرديناند أراغون . في ذات العام ، تزوجت إيزابيلا من أراغون ، ابنة الأمير ألفونسو وحفيدة الملك فرديناند من جيان غاليزو سفورزا ، رسميًا دوق ميلانو. في عام 1493 ، طلب الدوق الشاب من والد زوجته الدعم لاستعادة قوته الدوقية من عمه ، ريجنت لودوفيكو إيل مورو . ثم طلب لودوفيكو من تشارلز الثامن غزو نابولي. جرف تشارلز أي مقاومة في إيطاليا وسرعان ما أجبر النابوليين على توقيع معاهدة سلام. تم التفاوض على المعاهدة من قبل تريفولزيو، الذي تم تعيينه في غضون ذلك القائد العام للجيش النابولي. أعجب تشارلز بقدرات تريفولزيو ، قرر تشارلز إشراكه ، بإذن فرديناند ، براتب 10000 دوكات (الذهب البندقي) في السنة.
سار تريفولزيو على رأس جيش تشارلز نحو فرنسا . عندما هاجمت عصابة البندقية الفرنسيين المنسحبين في معركة فورنوفو (1495)، قاتل مع الجيش الفرنسي. في 15 يونيو 1495 ، عُيّنَ حاكمًا لأستي وحصل على ألقاب وأقاليم نبيلة في فرنسا. بعد وفاة تشارلز في عام 1498 ، حشد خليفته لويس الثاني عشر جيشًا كبيرًا تحت قيادة تريفولزيو لغزو دوقية ميلان من لودوفيكو. استولى تريفولزيو على عدة مدن محصنة ، وأجبر لودوفيكو على التخلي عن ميلانو. في 6 أكتوبر 1499 ، قدم لويس الثاني عشر مع مفاتيح المدينة. جعله لويس حاكمًا لميلان. كان قد جعله بالفعل مارشال فرنسا في 29 سبتمبر.
شارك تريفولزيو أيضًا في معركة النصر أنياديللو ضد جمهورية البندقية ، وقاد وحدات من الجيش الفرنسي في نوفارا و (هذه المرة متحالف مع البندقية ضد السويسريين) في معركة مارينيانو . في عام 1516 ، دافع بنجاح عن ميلان من هجوم الإمبراطور ماكسيميليان الأول .ومع ذلك ، تسببت التقارير حول سلوكه كمحافظ في الوقوع في العار بعد ذلك بوقت قصير. ذهب إلى فرنسا لاستعادة منصبه من الملك فرانسيس الأول ملك فرنسا ، ولكن دون جدوى. توفي في ارباجون (فرنسا) عام 1518.

## رعاية الفن
حصل تريفولزيو على كميات هائلة من الأموال، التي استخدم جزءاً منها لاعتباره راعيا للفنون، ولا سيما من أعمال برامانتينو : هذه تشمل مصلى تريفولزيو في كنيسة القديس نازارو في برولو ، حيث دفن، ودورة المفروشات لل اثنا عشر شهرا الآن في كاستيلو سفورزيسكو في ميلانو.